# Coriella stolonata
Coriella stolonata är en bägardjursart som beskrevs av Arnold Girard Kluge 1946. Coriella stolonata ingår i släktet Coriella och familjen Barentsiidae. Inga underarter finns listade i Catalogue of Life.